# Trilineaire poolverwantschap

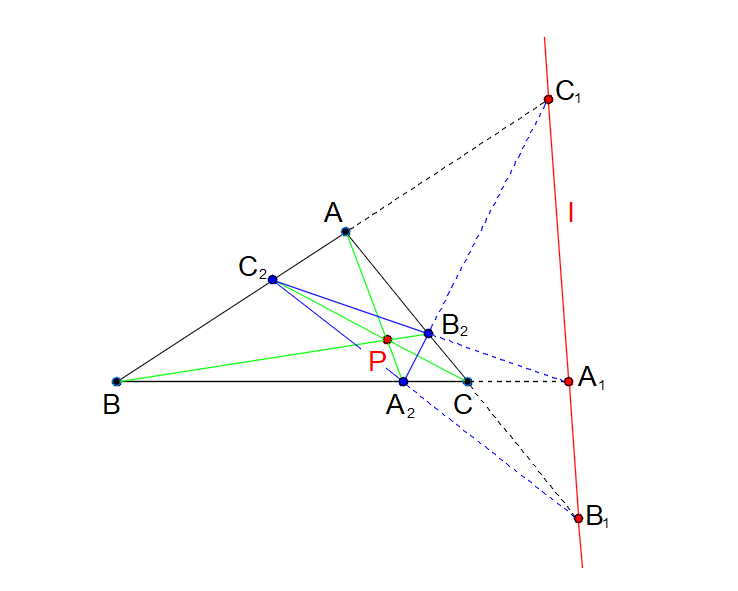

Trilineaire poolverwantschap is een begrip uit de meetkunde van de driehoek.
De trilineaire poollijn {\displaystyle l} van een punt {\displaystyle P}, dat binnen een driehoek {\displaystyle \triangle ABC} ligt, is de perspectiviteitsas van {\displaystyle \triangle ABC} en van de ceva-driehoek {\displaystyle \triangle A_{2}B_{2}C_{2}} in {\displaystyle \triangle ABC} ten opzichte van punt {\displaystyle P}. Het punt {\displaystyle P} heet de trilineaire pool van {\displaystyle l}. Lijn {\displaystyle l} en punt {\displaystyle P} heten trilineair poolverwant.
Trilineaire poolverwantschap is een zelfduaal begrip.
Trilineaire poolverwantschap kan ook met de anti-ceva-driehoek in plaats van de ceva-driehoek worden gedefinieerd.

## Ligging
{\displaystyle P} en {\displaystyle l} zijn trilineair poolverwant, dan en slechts dan als
- {\displaystyle (A_{1},A_{2})} en {\displaystyle (B,C)} harmonisch liggen,
- {\displaystyle (B_{1},B_{2})} en {\displaystyle (A,C)} harmonisch liggen en
- {\displaystyle (C_{1},C_{2})} en {\displaystyle (A,B)} harmonisch liggen.

De trilineaire poollijn van het punt {\displaystyle (u:v:w)} is in barycentrische coördinaten de lijn {\displaystyle vwx+uwy+uvz=0}. De trilineaire pool van {\displaystyle fx+gy+hz=0} is het punt {\displaystyle (gh:fh:fg)}.